# Ljusgölen (Kristdala socken, Småland)
Ljusgölen är en sjö i Oskarshamns kommun i Småland och ingår i Marströmmens huvudavrinningsområde.